# Celsus Albinovanus
Celsus Albinovanus – rzymski poeta liryczny. Był przyjacielem Horacego i dworzaninem Tyberiusza.